# Alhama d'Aragó
Alhama d'Aragó, Alhama de Aragón (castellà) és un municipi d'Aragó a la província de Saragossa i enquadrat a la comarca de la Comunitat de Calataiud. És l'antiga població romana d'Aquae Bilbilitanae. És un important lloc de pas, ja que per aquí passa l'Autovia del Nord-est i el ferrocarril de Saragossa a Madrid.